# Cees Severijnen
 Cornelis Antonie Severijnen (Moerdijk, 27 februari 1902 – Den Haag, 16 april 1988), beter bekend als Cees Severijnen, was een Nederlandse schilder, aquarellist en tekenaar.

## Levensloop
Severijnen studeerde aan de Koninklijke Academie voor Kunst en Vormgeving te 's-Hertogenbosch, waar hij les kreeg van de beroemde schilder Huib Luns.
Na voltooiing van zijn opleiding aan de academie werkte Severijnen als kunstenaar vanuit zijn woonplaats Den Haag. Zijn werk is beïnvloed door de abstracte kunst en het orphisme alsmede het neoplasticisme.
Severijnen was lid van de kunstenaarsvereniging Arti et Industriae.